# 利廷 (科韋利區)
51°1′2″N 24°42′1″E / 51.01722°N 24.70028°E

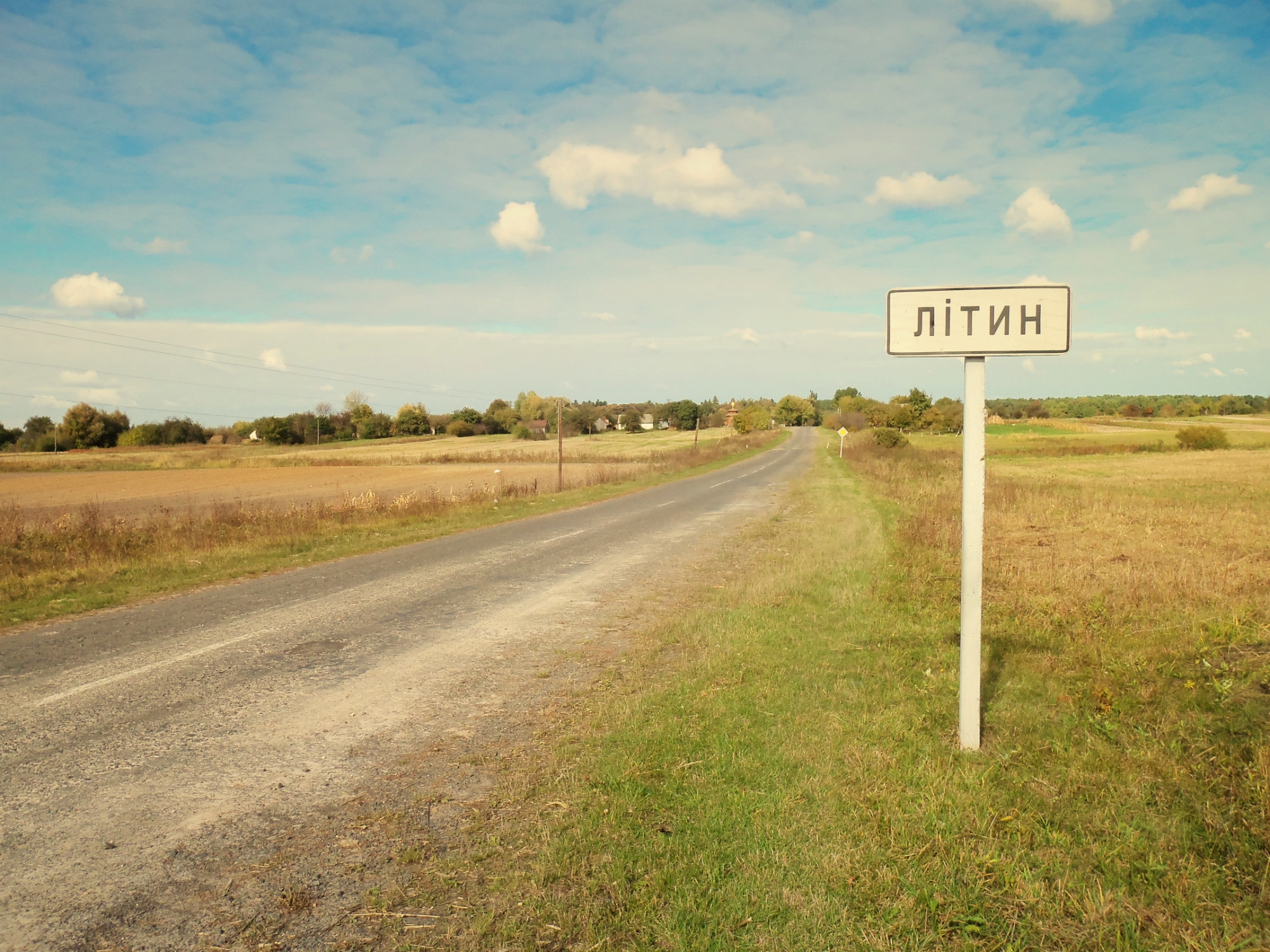
路牌

利廷（烏克蘭語：Літин），是烏克蘭西部沃倫州科韋利區图里斯克市镇内的村庄。始建於1545年，面積2.58平方公里，海拔高度196米，2001年人口316，人口密度每平方公里122.48人。